# Цицер
Цицер — упразднённое село в Сулейман-Стальском районе Дагестана. На момент упразднения входило в состав Ялцугарского сельсовета. В 1969 году жители села переселены в село Аламише.

## География
Село располагалось в верховье левобережного безымянного притока реки Курах, в 2 км к северо-западу от села Кахцуг.

## История
Село было основано Сурхай-ханом Казикумухским переселившим сюда жителей из различных сёл. 
До вхождения Дагестана в состав Российской империи селение входило в состав Кутуркюринского магала Кюринского ханства. После присоединения ханства к Российской империи числилось в Ялцугарском сельском обществе Кутур-Кюринского наибства Кюринского округа Дагестанской области. В 1895 году селение состояло из 21 хозяйств. По данным на 1926 год село состояло из 17 хозяйств. В административном отношении входило в состав Ялцугарского сельсовета Касумкентского района. В советские годы действовало отделение колхоза имени Етима Эмина. В 1966 году село было разрушено землетрясением. Жителей населённого пункта, было решено переселить на земли совхоза «Коммуна», где было образовано село Аламише.

## Население
| Численность населения | Численность населения | Численность населения | Численность населения |
| 1895                  | 1908                  | 1926                  | 1939                  |
| --------------------- | --------------------- | --------------------- | --------------------- |
| 110                   | →110                  | ↗122                  | ↘87                   |

По данным Всесоюзной переписи населения 1926 года, в национальной структуре населения лезгины составляли 100 %